# Milchkriege in der Schweiz
Die Milchkriege in der Schweiz bezeichnen eine Reihe von Konflikten, die in den Jahren 1908 bis nach 1998 in der Schweizer Milchwirtschaft ausgetragen wurden. Akteure waren Produzenten, Verarbeiter, Exporteure und Konsumenten von Milch und Milchprodukten.

## Geschichte
Die Marktordnungen und der 1907 gegründete Zentralverband schweizerischer Milchproduzenten (ZVSM; seit 1999 Schweizer Milchproduzenten (SMP)) schufen im Milchmarkt planwirtschaftliche Verhältnisse in der Schweiz. In der Folge kam es wiederholt zu Konflikten zwischen Produzenten, Verarbeitern und Konsumenten. In ihrem «Grundlagenwerk» Milch für alle (französisch Du lait pour tous) zur Milchwirtschaft im 20. Jahrhundert widmeten Peter Moser und der Archivar Beat Brodbeck den verschiedenen Konflikten ein umfangreiches der elf Unterkapitel (36 von etwa 220 Seiten). Moser und Brodbeck sagten 2007 weitere Konflikte voraus. Im Mai 2008 boykottierten Bauern die Verarbeiter und traten in den Milchlieferstreik. Mit der Integration der Schweiz in den europäischen Binnenmarkt wurde 2009 die staatliche Milchkontingentierung abgeschafft und die Zölle sowie Handelsbeschränkungen reduziert.

## Liste von Milchkriegen in der Schweiz
Ein eher regionales Ereignis war der «Grellinger Milchkrieg» in den 1930er Jahren. Moser und Brodbeck führen in ihrem Buch die folgenden Konflikte auf:
- Einkaufsboykott der Käser in der Ostschweiz 1908
- Gründung der Emmental AG 1911
- Milchkriege der Jahre 1912 und 1913
- Bieler Milchkrieg 1930/1931
- Milchkriege in der Romandie von 1945 bis 1947
- Pastmilchkrieg der Migros von 1960 bis 1965, beginnend mit dem «Basler Milchkrieg»
- Butterboykott der welschen Konsumentinnen 1967
- Schwarzkäserei (illegale Milchverwertung) in den 1980er Jahren
- Konflikte nach der Marktordnung der Milchbranche von 1998

## Belege
1. 1 2  Peter Moser, Beat Brodbeck: Milchkriege im 20. Jahrhundert. In: Milch für alle. Hier + jetzt, Baden 2007, S. 54–91.
2. ↑  Der Krieg um die Kuhmilch. In: Der Bund. 1. Mai 2009.
3. ↑  Beat Brodbeck: Schweizer Milchproduzenten (SMP). In: Historisches Lexikon der Schweiz.  Stand: 28. Oktober 2011.
4. ↑  Kiki Lutz: Grellinger Milchkrieg. In: Lexikon des Jura / Dictionnaire du Jura (DIJU). 9. Januar 2023.